# José Moscardó e Ituarte
José Moscardó e Ituarte (Madrid, 26 d'octubre de 1878 - ibídem, 12 d'abril de 1956) fou un militar espanyol. S'uní al cop d'estat del 1936 contra el govern de la Segona República que conduiria a la Guerra Civil. Des de Toledo, on era director de l'Escola d'Educació Física, protagonitzà la captura i defensa de l'Alcàsser. Com a reconeixement, Franco el nomenà general i acabada la guerra li concedí diversos càrrecs militars i civils, com per exemple el nomenament com a comte de l'Alcázar de Toledo. Fou cap de la Casa Militar del Cap d'Estat (1939), cap de milícies de Falange Española Tradicionalista y de las JONS (1941), capità general de regions militars d'Andalusia i Catalunya i president del Comitè Olímpic Espanyol (1941 - 1956).